# Moissac-Vallée-Française
Moissac-Vallée-Française este o comună în departamentul Lozère din sudul Franței. În 2009 avea o populație de 222 de locuitori.

## Evoluția populației
| An        | 1975 | 1982 | 1990 | 1999 | 2006 | 2009 |
| --------- | ---- | ---- | ---- | ---- | ---- | ---- |
| Populație | 163  | 149  | 178  | 228  | 236  | 222  |